# Lesquereusiidae
Famille
Les Lesquereusiidae sont une famille d'amibes de l’ordre des Arcellinida  (de la classe des Tubulinés et l'Ordre des Arcellinidés).

## Étymologie
Le nom de la famille vient du genre type Lesquereusia, érigé par Schlumberger en 1845 en hommage au naturaliste suisse Lesquereux. Par lapsus, il a été publié pour la première fois sous le nom de Lecqereusia. L'orthographe actuellement utilisée a été introduite par Hopkinson (dans Cash & Hopkinson, 1909).

## Description
Le genre type Lesquereusia a un test à col asymétrique, plus ou moins attaché au corps, composé de bâtonnets siliceux endogènes ou, chez d'autres espèces, de particules minérales recueillies, liées entre elles par un ciment organique. Son noyau est ovulaire.

## Habitat
Les espèces du genre type Lesquereusia vivent en eau douce. Dans les sédiments et les mousses comme la sphaigne. Elles se nourrissent de diatomées et d'algues vertes.

## Liste des genres
Selon IRMNG (9 janvier 2025) et GBIF (9 janvier 2025):
- Fabalesquereusia Snegovaya & Alekperov, 2005
- Lesquereusia Schlumberger, 1845 genre type
  - Espèce type : Lesquereusia spiralis (Ehrenberg 1840)[2]
- Microquadrula Golemansky, 1968
- Pomoriella  Golemansky, 1971
- Quadrulella Cockerell, 1909

## Systématique
Le nom valide de ce taxon est Lesquereusiidae Jung (d), 1942.